# Tạ Thu Thâu
Tạ Thu Thâu, né en 1906 et décédé en 1945, est un homme politique vietnamien. Animateur de la mouvance trotskiste vietnamienne, il est assassiné par le Việt Minh.

## Biographie
Militant communiste au sein de l'immigration vietnamienne en France (1926–1930), Tạ Thu Thâu en est expulsé, retourne au Viêt Nam et y fonde en 1931 le groupe trotskiste indochinois. Incarcéré au bagne de Poulo Condor pendant la Seconde Guerre mondiale, il devient par la suite le dirigeant du groupe La Lutte, section vietnamienne de la IVe Internationale .
Il meurt assassiné par le Viet Minh, comme de nombreux autres trotskistes vietnamiens.

Étendard du groupe La Lutte.